# Põhja-Sakala
Põhja-Sakala (Estisch: Põhja-Sakala vald) is een gemeente in de Estlandse provincie Viljandimaa. De gemeente telde 7.748 inwoners op 1 januari 2023 en heeft een oppervlakte van 1.153 vierkante kilometer. De hoofdplaats is Suure-Jaani.
De naam betekent ‘Noord-Sakala’. Sakala was een historische provincie (Estisch: maakond) in het Estland van vóór de verovering door de Orde van de Zwaardbroeders in de 13e eeuw. Sakala omvatte de huidige provincie Viljandimaa en delen van de provincies Pärnumaa en Valgamaa.
De landgemeente ontstond in oktober 2017, toen de gemeenten Suure-Jaani, Kõo en Kõpu en de stad Võhma werden samengevoegd. De nieuwe gemeente nam het wapen en de vlag van de vroegere gemeente Suure-Jaani over.

## Spoorlijn
De spoorlijn Tallinn - Viljandi loopt over het grondgebied van de gemeente. Võhma, Olustvere en Sürgavere hebben een station aan de lijn.

## Plaatsen
De gemeente telt:
- twee steden (Estisch: linn): Suure-Jaani en Võhma;
- twee plaatsen met de status van vlek (Estisch: alevik): Kõpu en Olustvere;
- 70 plaatsen met de status van dorp (Estisch: küla): Aimla, Ängi, Arjadi, Arjassaare, Arussaare, Epra, Iia, Ilbaku, Ivaski, Jälevere, Jaska, Kabila, Kangrussaare, Kärevere, Karjasoo, Kerita, Kibaru, Kildu, Kirivere, Kobruvere, Kõidama, Koksvere, Kõo, Kootsi, Kuhjavere, Kuiavere, Kuninga, Kurnuvere, Laane, Lahmuse, Lemmakõnnu, Lõhavere, Loopre, Maalasti, Mäeküla, Metsküla, Mudiste, Munsi, Navesti, Nuutre, Paaksima, Paelama, Paenasti, Päraküla, Pilistvere, Põhjaka, Punaküla, Rääka, Reegoldi, Riiassaare, Sandra, Saviaugu, Seruküla, Soomevere, Supsi, Sürgavere, Tääksi, Taevere, Tällevere, Tipu, Uia, Ülde, Unakvere, Vanaveski, Vastemõisa, Venevere, Vihi, Võhmassaare, Võivaku en Võlli.

## Geboren in Põhja-Sakala
- in Karjasoo: Mart Saar (1882–1963), componist en organist
- in Pilistvere: August Rei (1886-1963), diplomaat en politicus
- in Suure-Jaani: Artur Kapp (1878–1952), componist en organist
- in Suure-Jaani: Herman Simm (1947), spion voor Rusland
- in Vastemõisa: Johann Köler (1826-1899), kunstschilder

Stadsgemeente: Viljandi

Landgemeenten: Mulgi · Põhja-Sakala · Viljandi vald